# 布列塔尼地区多勒
布列塔尼地区多勒（法語：Dol-de-Bretagne，法語發音：[dɔl də bʁətaɲ]），又称布列塔尼地区多尔，是法国伊勒-维莱讷省的一个市镇，位于该省北部，属于圣马洛区。多勒站是这一地区的一个铁路枢纽。

## 地理
布列塔尼地区多勒（48°32'59"N, 1°45'3"W）面积15.53 平方千米，位于法国布列塔尼大區伊勒-维莱讷省，该省份为法国西北部沿海省份，位于布列塔尼半岛东部，北濒大西洋，西接阿摩尔滨海省和莫尔比昂省，南至大西洋卢瓦尔省，西南端接曼恩-卢瓦尔省，东临马耶讷省，东北与芒什省接壤。
与布列塔尼地区多勒接壤的市镇（或旧市镇、城区）包括：巴盖尔莫尔旺、巴盖尔皮康、埃皮尼亚克、蒙多勒、罗朗德里约。
布列塔尼地区多勒的时区为UTC+01:00、UTC+02:00（夏令时）。

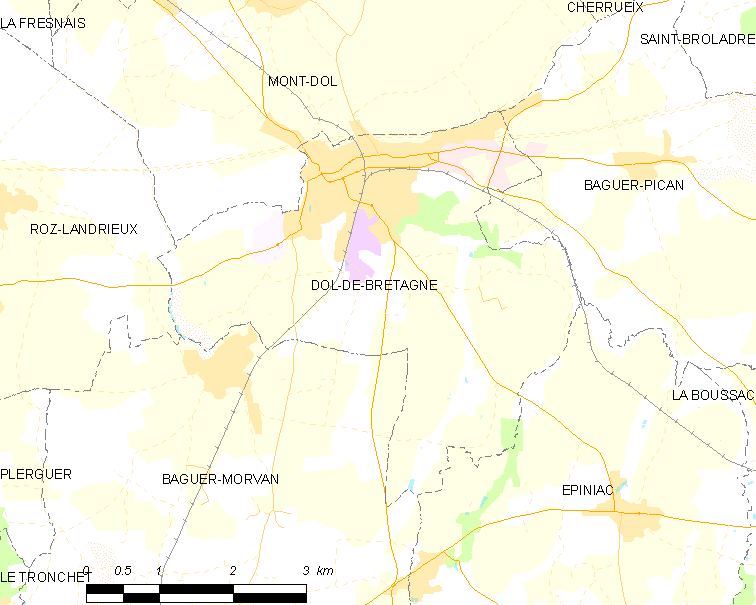
布列塔尼地区多勒的OSM定位图

## 行政
布列塔尼地区多勒的邮政编码为35120，INSEE市镇编码为35095。

## 政治
布列塔尼地区多勒所属的省级选区为布列塔尼地区多勒县。

## 人口

1962-2008年间布列塔尼地区多勒人口变化图示

布列塔尼地区多勒于2022年1月1日时的人口数量为5786人。